# Егиазарян, Армен Бениаминович
Арме́н Бениами́нович Егиазаря́н (арм. Արմեն Եղիազարյան, 14 ноября 1951, Ереван) — армянский государственный деятель, министр экономики (1993-1995), депутат парламента (1995-1999).
- 1968—1973 — студент,  Ереванский государственный университет. Инженер-экономист.
- 1974—1977 — аспирант Центрального экономико-математического института АН СССР (Москва).
- 1977—1984 — ассистент, старший преподаватель  Ереванского институте народного хозяйства,
- 1984—1990 — доцент Ереванского государственного университета.
- 1990—1992 — заместитель председателя правительственной комиссии экономических реформ Армении,
- 1992—1993 — начальник управления той же комиссии.
- 1993—1995 — министр экономики Армении.
- 1995—1999 — депутат парламента. Председатель постоянной комиссии по финансово-кредитным, бюджетным и экономических вопросам. Член «АОД».
- 1999—2003 — председатель союза банков Армении.
- 2003—2006 — советник премьер-министра Армении.
- С 2006 — руководитель экономического блока армяно-европейского центра экономической политики и правовых консультаций.

Кандидат экономических наук, доцент.